# Arondismentul Château-Thierry
Arondismentul Château-Thierry (în franceză Arrondissement de Château-Thierry) este un arondisment din departamentul Aisne, regiunea Picardia, Franța.

## Subdiviziuni

### Cantoane
- Cantonul Charly-sur-Marne
- Cantonul Château-Thierry
- Cantonul Condé-en-Brie
- Cantonul Fère-en-Tardenois
- Cantonul Neuilly-Saint-Front

### Comune
| 1. Armentières-sur-Ourcq (02023)    | 2. Artonges (02026)               | 3. Azy-sur-Marne (02042)             | 4. Barzy-sur-Marne (02051)       |
| 5. Baulne-en-Brie (02053)           | 6. Belleau (02062)                | 7. Beuvardes (02083)                 | 8. Blesmes (02094)               |
| 9. Bonneil (02098)                  | 10. Bonnesvalyn (02099)           | 11. Bouresches (02105)               | 12. Brasles (02114)              |
| 13. Brumetz (02125)                 | 14. Bruyères-sur-Fère (02127)     | 15. Brécy (02119)                    | 16. Bussiares (02137)            |
| 17. Bézu-Saint-Germain (02085)      | 18. Bézu-le-Guéry (02084)         | 19. La Celle-sous-Montmirail (02147) | 20. Celles-lès-Condé (02146)     |
| 21. La Chapelle-Monthodon (02161)   | 22. La Chapelle-sur-Chézy (02162) | 23. Charly (02163)                   | 24. Le Charmel (02164)           |
| 25. Chartèves (02166)               | 26. Chierry (02187)               | 27. Chouy (02192)                    | 28. Château-Thierry (02168)      |
| 29. Chézy-en-Orxois (02185)         | 30. Chézy-sur-Marne (02186)       | 31. Cierges (02193)                  | 32. Coincy (02203)               |
| 33. Condé-en-Brie (02209)           | 34. Connigis (02213)              | 35. Coulonges-Cohan (02220)          | 36. Coupru (02221)               |
| 37. Courboin (02223)                | 38. Courchamps (02225)            | 39. Courmont (02227)                 | 40. Courtemont-Varennes (02228)  |
| 41. La Croix-sur-Ourcq (02241)      | 42. Crouttes-sur-Marne (02242)    | 43. Crézancy (02239)                 | 44. Dammard (02258)              |
| 45. Domptin (02268)                 | 46. Dravegny (02271)              | 47. Essises (02289)                  | 48. Essômes-sur-Marne (02290)    |
| 49. La Ferté-Milon (02307)          | 50. Fontenelle-en-Brie (02325)    | 51. Fossoy (02328)                   | 52. Fresnes-en-Tardenois (02332) |
| 53. Fère-en-Tardenois (02305)       | 54. Gandelu (02339)               | 55. Gland (02347)                    | 56. Goussancourt (02351)         |
| 57. Grisolles (02356)               | 58. Hautevesnes (02375)           | 59. Jaulgonne (02389)                | 60. Latilly (02411)              |
| 61. Licy-Clignon (02428)            | 62. Loupeigne (02442)             | 63. Lucy-le-Bocage (02443)           | 64. Macogny (02449)              |
| 65. Marchais-en-Brie (02458)        | 66. Mareuil-en-Dôle (02462)       | 67. Marigny-en-Orxois (02465)        | 68. Marizy-Saint-Mard (02467)    |
| 69. Marizy-Sainte-Geneviève (02466) | 70. Monnes (02496)                | 71. Mont-Saint-Père (02524)          | 72. Montfaucon (02505)           |
| 73. Monthiers (02509)               | 74. Monthurel (02510)             | 75. Montigny-l'Allier (02512)        | 76. Montigny-lès-Condé (02515)   |
| 77. Montlevon (02518)               | 78. Montreuil-aux-Lions (02521)   | 79. Mézy-Moulins (02484)             | 80. Nanteuil-Notre-Dame (02538)  |
| 81. Nesles-la-Montagne (02540)      | 82. Neuilly-Saint-Front (02543)   | 83. Nogent-l'Artaud (02555)          | 84. Nogentel (02554)             |
| 85. Pargny-la-Dhuys (02590)         | 86. Passy-en-Valois (02594)       | 87. Passy-sur-Marne (02595)          | 88. Pavant (02596)               |
| 89. Priez (02622)                   | 90. Reuilly-Sauvigny (02645)      | 91. Rocourt-Saint-Martin (02649)     | 92. Romeny-sur-Marne (02653)     |
| 93. Ronchères (02655)               | 94. Rozet-Saint-Albin (02662)     | 95. Rozoy-Bellevalle (02664)         | 96. Saint-Agnan (02669)          |
| 97. Saint-Eugène (02677)            | 98. Saint-Gengoulph (02679)       | 99. Saponay (02699)                  | 100. Saulchery (02701)           |
| 101. Sergy (02712)                  | 102. Seringes-et-Nesles (02713)   | 103. Silly-la-Poterie (02718)        | 104. Sommelans (02724)           |
| 105. Torcy-en-Valois (02744)        | 106. Troësnes (02749)             | 107. Trélou-sur-Marne (02748)        | 108. Vendières (02777)           |
| 109. Verdilly (02781)               | 110. Veuilly-la-Poterie (02792)   | 111. Vichel-Nanteuil (02796)         | 112. Viels-Maisons (02798)       |
| 113. Viffort (02800)                | 114. Villeneuve-sur-Fère (02806)  | 115. Villers-Agron-Aiguizy (02809)   | 116. Villers-sur-Fère (02816)    |
| 117. Villiers-Saint-Denis (02818)   | 118. Vézilly (02794)              | 119. Épaux-Bézu (02279)              | 120. Épieds (02280)              |
| 121. L'Épine-aux-Bois (02281)       | 122. Étampes-sur-Marne (02292)    | 123. Étrépilly (02297)               |                                  |